# Ebabbar (Sippar)
L'Ebabbar era un tempio della città mesopotamica di Sippar, dedicato a Shamash.
Secondo la tradizione, l'Ebabbar era stato costruito dal re accadico Naram-Sin, restaurato dal re babilonese Hammurabi e poi ricostruito, dopo le distruzioni subite per mano degli Elamiti, dai re neo-babilonesi Nabucodonosor II e Nabonide. I resti più importanti appartengono a quest'ultima fase.
Altro importante tempio di Shamash era l'Ebabbar di Larsa.